# Green Bay Blizzard

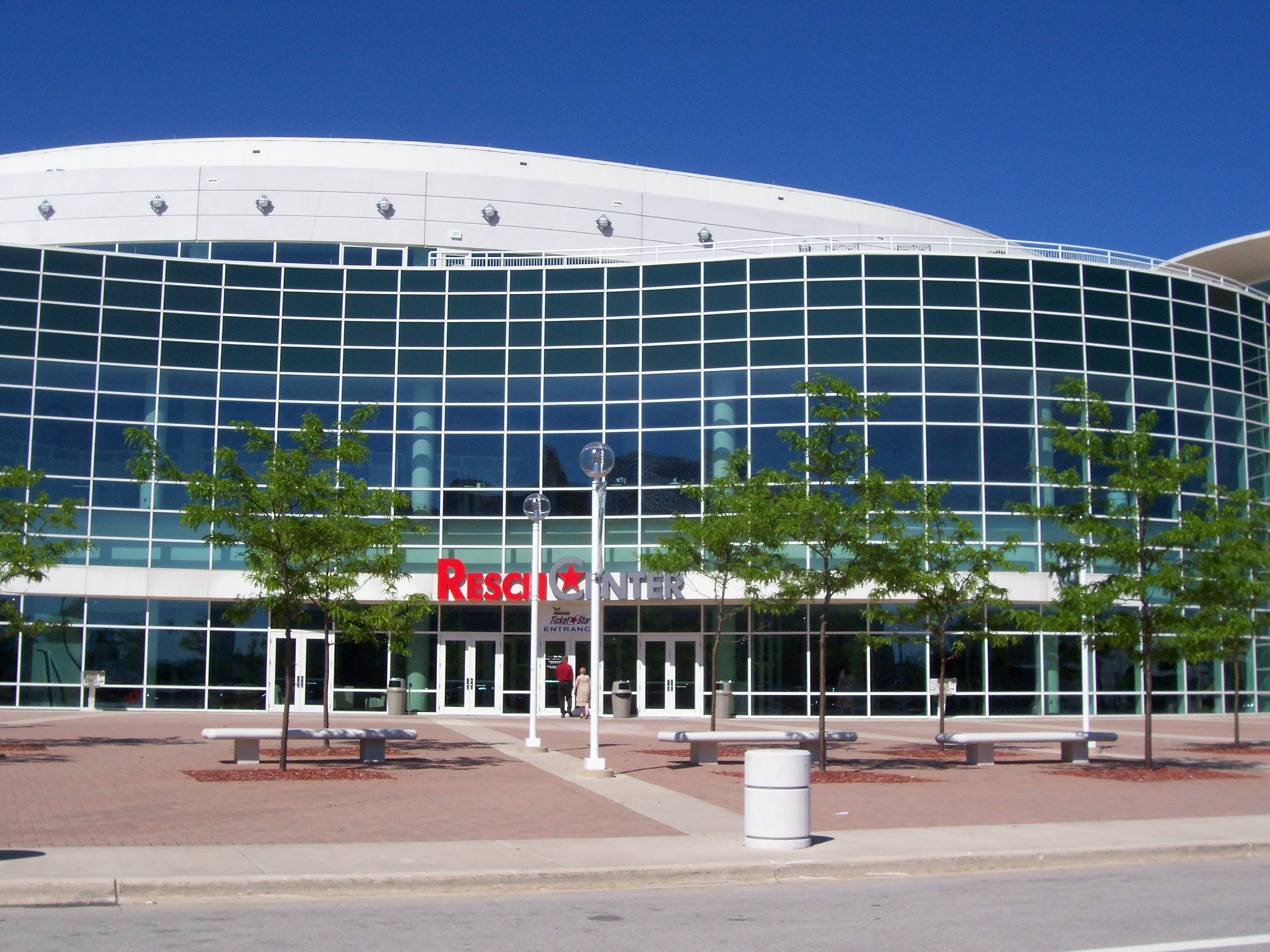
Resch Center, Green Bay, Wisconsin, USA

Die Green Bay Blizzard sind ein Arena-Football-Team aus Ashwaubenon, Wisconsin, das aktuell in der Indoor Football League (IFL) spielt. Ihre Heimspiele tragen die Blizzard im Resch Center aus.

## Geschichte
Die Blizzard wurden 2003 gegründet und nahmen den Spielbetrieb zur Saison 2003 in der af2 auf.
Ursprünglich gehörte der Verein dem ehemaligen Green Bay Packers Linebacker Brian Noble. 2009 verkaufte er das Franchise an die Titletown Football Group LLC, einer Gruppe aus diversen Geschäftsleuten. 2013 suchte die Gruppe allerdings erneut einen potenziellen Käufer. Sogar die Auflösung des Vereins stand im Raum. Schließlich wurden mit Larry and Kathy Treankler Käufer gefunden, die bis heute Besitzer der Blizzard sind.

### Saisonen 2003–2009 (af2)
Die Debütsaison 2003 wurde mit schwachen 2 Siegen zu 14 Niederlagen beendet, 2004 mit 6 Siegen und 10 Niederlagen. Beide Male wurden die Playoffs verpasst. Immerhin konnte man den Zuschauerschnitt im Jahr 2004 gegenüber 2003 von 2.957 Zuschauern auf 3.683 Zuschauer pro Spiel erhöhen.
2005 erreichten die Blizzard das Wild Card Game, nachdem man fünfter in der American Conference wurde.
Im Folgejahr 2006 folgte der bisherige Höhepunkt der Blizzard, als man bis in das Arena Cup Finale vorrückte, dort aber mit 34:57 gegen die Spokane Shock verlor. Es sollte bis heute die einzige Finalteilnahme bleiben. Allerdings stellte man mit 5.836 Fans pro Spiel die bis zu diesem Zeitpunkt stärksten Zuschauerzahlen der Franchisegeschichte auf.
Am 16. Mai 2008 war die Halle mit 7.258 Zuschauern besetzt, was bis heute die höchste jemals erreichte Zuschauerzahl eines Spiels der Blizzard ist.
Bis 2009 wurden zwar in jedem Jahr die Playoffs erreicht, eine Arena Cup Teilnahme blieb ihnen aber verwehrt. Im Jahr 2009 stellte man mit durchschnittlich 6.093 Zuschauern die meisten Zuschauer der Vereinsgeschichte.
Die af2 löste sich mit Abschluss der Saison 2009 auf. Die Blizzard nahmen daraufhin den Spielbetrieb in der Indoor Football League (IFL) auf, der sie bis heute angehören.

### Seit der Saison 2010 (IFL)
In den ersten drei Saisons konnten jeweils die Playoffs erreicht werden, auch wenn spätestens in den Conference Finals Schluss war.
2013 konnten sich die Blizzard zum ersten Mal seit 2005 nicht für die Playoffs qualifizieren. In dieser Saison sahen im Schnitt 3.811 die Heimspiele.
Bis einschließlich 2017 wurden kein einziges Mal die Playoffs erreicht.

## Stadion
Seit 2003 tragen die Blizzard ihre Heimspiele im 10.200 Zuschauer fassenden Resch Center aus. Derzeit spielen dort auch diverse Mannschaften der University of Wisconsin. Ebenfalls wurden diverse Wrestling-Events in der Halle ausgetragen, wie zum Beispiel der WWE-Raw 2016.